# Maxime Martin

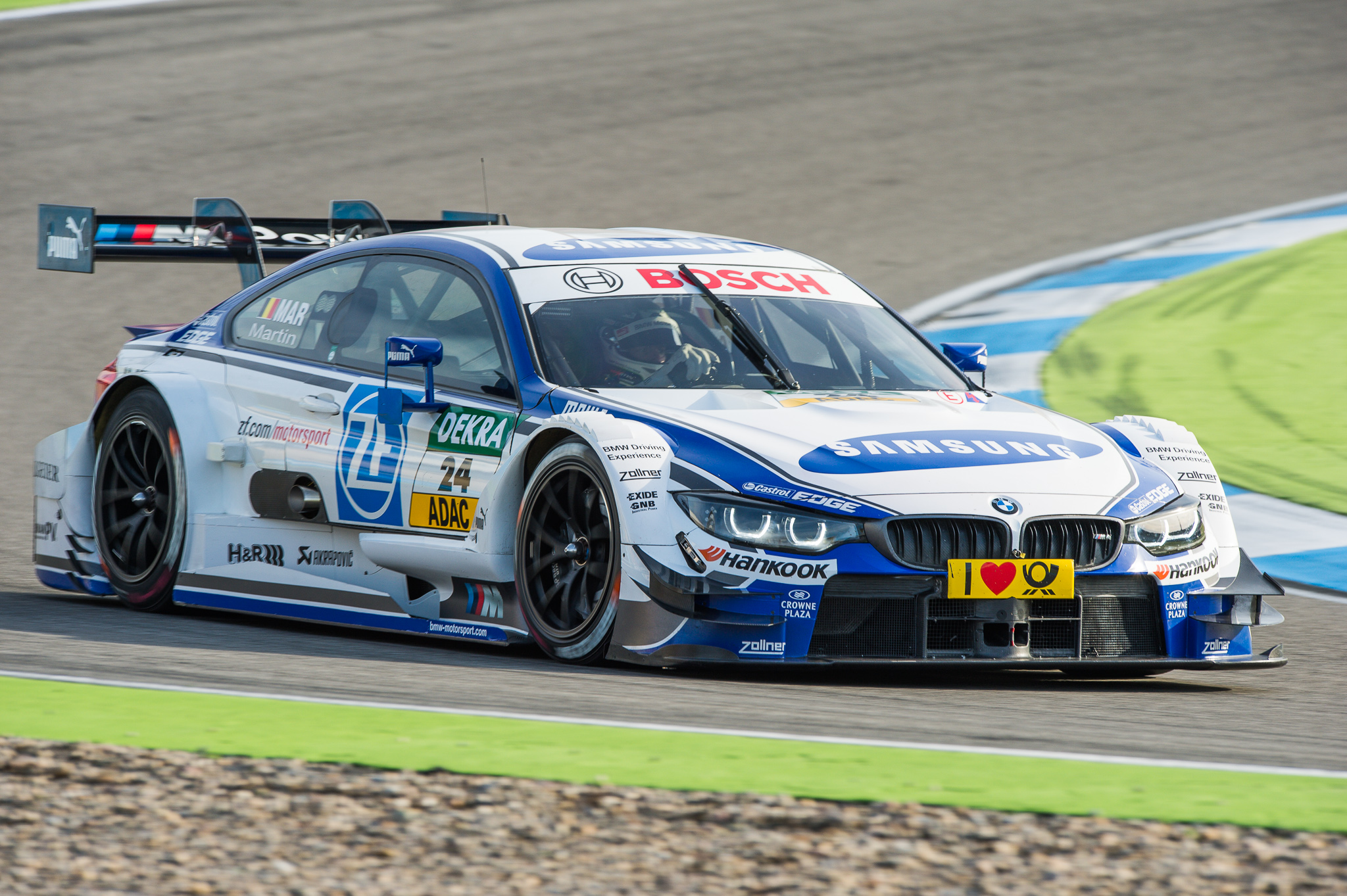
Maxime Martin in een BMW M4 DTM.

Maxime Martin (Ukkel, 20 maart 1986) is een Belgisch autocoureur en zoon van viervoudig winnaar van de 24 uur van Spa-Francorchamps Jean-Michel Martin.

## Carrière
In 2006 eindigde Martin als vierde in de Belgische Formule Renault 1.6. In 2007 nam hij deel aan de Eurocup Mégane Trophy, waarin hij als derde eindigde met één overwinning. Het daaropvolgende jaar werd hij tweede achter Michaël Rossi met zes overwinningen. Hij won ook de titel in de Franse Renault Clio Cup. In 2009 reed hij vooral in de FIA GT3 voor het team AutoGT Racing in een Morgan Aero 8, waarbij hij een overwinning boekte op Silverstone. In 2010 ging hij rijden in de nieuwe FIA GT1 voor Marc VDS Racing Team in een Ford GT. Samen met teamgenoot Bas Leinders stond hij tweemaal op het podium en eindigde hij het seizoen als veertiende in het kampioenschap.
In 2011 maakte Martin zijn debuut in de 24 uur van Le Mans voor Kronos Racing/Marc VDS Racing Team. Naast Leinders en Vanina Ickx eindigde hij als zevende in de LMP1-klasse. Met twee overwinningen eindigde hij dat jaar tevens als vijfde in de GT3 Pro Cup-klasse van de Blancpain Endurance Series. In 2012 reden Martin, Leinders en David Heinemeier Hansson voor OAK Racing in de LMP2-klasse in Le Mans en werden hier ook zevende. Ook werd hij met Leinders en Markus Palttala tweede in de GT3 Pro Cup-klasse van de Blancpain Endurance Series achter Christopher Haase, Christopher Mies en Stéphane Ortelli. In 2013 werd hij hier met Leinders en Yelmer Buurman derde.
In 2014 maakte Martin zijn debuut in de DTM voor BMW in het BMW Team RMG, na lange tijd de test- en reservecoureur voor BMW te zijn geweest. Hij won een race in Moskou, de eerste overwinning voor een Belg in de DTM. In 2015 won hij een tweede wedstrijd, ditmaal op de Nürburgring.
In 2016 won Martin de 24 Uur van Spa-Francorchamps, ook voor BMW.
Daarmee trad Martin in de voetsporen van zijn vader die de race viermaal gewonnen heeft.
In 2017 zou hij de DTM en BMW verlaten en rijden in het FIA World Endurance Championship voor het Aston Martin Racing Team. In 2020 wint hij de 24uren van Le Mans met een Aston Martin in de LMGTE Pro klasse en werd tweede in het kampioenschap.
Aston Martin besloot, nu het in 2021 uitkomt in de Formule 1, niet langer aanwezig te zijn met een officieel team in het WEC of in andere GT kampioenschappen. Ze willen zich toeleggen op het ondersteunen van klantenteams zowel voor de Vantage GTE, GT3 en GT4. Aston Martin houdt wel zeven rijders in dienst waaronder Maxime Martin, die uitgeleend worden aan klantenteams die een GT-bolide van het Britse merk inzetten.